# Hermann Grashof
Hermann Grashof mit dem Taufnamen Albert Christian Franz mit dem späteren Rufname Hermann (* 29. April 1813 in Fredeburg; † 24. September 1867 in Lübeck) war ein deutscher Jura- und Medizinstudent und später Regional-Politiker und Buchhalter aus dem Sauerland. Er war ein guter Freund und ehemaliger Mitgefangener von Fritz Reuter.

## Leben
Albert Christian Franz Grashof wurde am 29. April 1813 in Fredeburg geboren und katholisch getauft. Sein Vater Hermann Grashof war Großherzoglicher Forstinspector (Oberförster) in Brilon und wurde später u. a. auch nach Fredeburg versetzt. Die Mutter Maria Anna war eine geborene Aussel aus Füchten bei Neheim. Als aber der erstgeborene Sohn Franz Dominicus Hermann (* 27. Juni 1809 in Brilon) bereits im frühen Kindesalter verstarb, wurde dem 2. Sohn Franz der Rufname Hermann von seinen Eltern einfach übertragen. Diese Rufnamen Änderung führte dann später in der Literatur leider immer wieder zu der Verwechselung mit dem Geburtsdatum des 4 Jahre zuvor erstgeborenen Sohnes Franz Dominicus Hermann, Sowohl die Geburtsurkunde von Albert, Christian Franz Grashof (Bistums -Archiv Paderborn), sowie die Hochzeitsurkunde vom 15. Oktober 1860 aus Weilburg (Zentralarchiv der Ev. Kirche Hessen-Nassau -Darmstadt), als auch die Sterbeurkunde Nr. 639 vom 24. September 1867 (Stadtarchiv Lübeck) bestätigen diese, bis heute leider oft erfolgte Geburtsdatenverwechselung.
Durch die Versetzungen seines Vaters wuchs Hermann Grashof in Fredeburg, Meschede und Hirschberg auf. Er besuchte von 1822 bis 1827 das Gymnasium Laurentianum in Arnsberg, später das Gymnasium in Soest. Wegen einer schweren Erkrankung konnte er weder im Sauerland noch später in Bonn das Abitur ablegen.
Am 15. Oktober 1860 heiratete Grashof in Weilburg die evangelisch getaufte Friederike, Franziska Luise Bertha Vogel (* 18. Dezember 1928 in Herschbach; † 31. März 1901 in Marburg), eine Tochter des Oberförsters Justus Vogel und seiner Ehefrau Anna Maria geb. Tumpp. Die Ehe blieb kinderlos.
Als Hermann Grashof am 24. September 1867 starb, wurde er von Freunden als „den besten Freund, den ich auf dieser Welt gehabt“ bezeichnet.

## Beruflicher Werdegang
Grashof studierte ab 1828 in Würzburg Rechts- und Staatswissenschaften. Daneben belegte er Philologie und ab 1830 Medizin.
In Würzburg wurde Grashof Mitbegründer der Burschenschaft Amicitia. Hierbei handelte es sich um eine Deckverbindung der Burschenschaft Germania zu Würzburg. Wegen Verbreitung der revolutionären Flugschrift Der erste Mai wurde Grashof im Sommer 1831 zweimal verhaftet, jedoch wieder entlassen. Um weiteren Verfolgungen zu entgehen, versuchte Grashof eine Immatrikulation in Berlin, die ihm aber verweigert wurde.
Deshalb ging er 1832 nach Jena, wo er wegen Zugehörigkeit zur Burschenschaft Germania, wiederum zweimal verhaftet wurde. Als unschuldig entlassen, wechselte Grashof im Herbst 1833 zum weiteren Studium nach Göttingen. Obwohl zu den gemäßigten Burschenschaftern gehörend, sah sich Grashof auch in Göttingen weiteren Verfolgungen ausgesetzt. Im Begriff, sein Studium in Rostock zu beenden, wurde Grashof Anfang Mai 1834 im Elternhaus in Meschede von der preußischen Ministerialkommission verhaftet. Nach häufigen, über ein Jahr währenden Verhören wurde Grashof in die Festung Magdeburg verbracht.
Grashof wurde als so staatsgefährlich angesehen, dass das Berliner Kammergericht ihn am 4. August 1836 wegen des Vergehens der Majestätsbeleidigung und wegen der Teilnahme an der hochverräterischen Burschenschaft in Würzburg zum Verlust der bürgerlichen Ehrenrechte, Vermögenskonfiskation und Tod durch das Beil verurteilte. Das Urteil wurde am 11. Dezember 1836 in 30 Jahre Festungsarrest umgewandelt. Mitinhaftiert war der mecklenburgische Mundartdichter, Fritz Reuter. Zwischen den beiden Männern entstand eine besondere Freundschaft. Reuter beschreibt Grashof in Ut mine Festungstid als „staatschen Kirl mit gele Hor, vull militärischen Anstalten, aewer man mager. Von binnen was hei en braver Mann, vull Ihr un vull Redlichkeit, mit em gor tau sihr rührsam Hart un mit 'ne Inbillung, de ümmer up Jensiet von de Festungswäll spazieren gung“. Im Zuge der Demagogenverfolgung wurde er im Schwarzen Buch der Frankfurter Bundeszentralbehörde (Eintrag Nr. 559) festgehalten.
Mit der allgemeinen Amnestie bei der Thronbesteigung Friedrich Wilhelms IV. kam Grashof im August 1840 wieder frei. Das Studium konnte er jedoch nicht zu Ende führen. Er wurde Buchhalter, dann Rendant bei dem Köln-Müsener-Bergwerksverein in Lohe bei Kredenbach (Kreis Siegen). 1848 trat Grashof wieder politisch hervor und war u. a. Führer einer demokratischen Volksversammlung in Meschede. Unter seiner Führung wurde eine Petition an die beiden Nationalversammlungen (Berlin und Frankfurt) in Umlauf gesetzt, in der u. a. die Einführung einer Einkommensteuer unter Aufhebung aller anderen Steuern, einschließlich der Zölle, Wahl der Gemeindebeamten durch die Gemeindemitglieder, Verwaltung des Vermögens der politischen und Kirchengemeinden unter Ausschluss der Beaufsichtigung des Staates, Revision der Gerichtsordnung usw. verlangt wurde. Auch im Handwerksverein trat Grashof durch verschiedene Reformvorschläge hervor.
Ab 1864 erhielt er durch die Vermittlung von Fritz Reuter, die Position eines Direktors der Lübecker Lebensversicherungs-AG. Dieser Arbeitsplatzwechsel wurde schon im August 1861 beim Besuch von Fritz Reuter und Ehefrau Luise bei der Familie Grashof in Kredenbach-Lohe (Kreuztal) so abgesprochen. Fritz Reuter hatte in Lübeck einflussreiche Freunde, und er selbst wollte auch seinen besten Freund Hermann Grashof gerne in seiner Nähe in Norddeutschland haben, da er sich von ihm, vor allem auch in kaufmännischen Angelegenheiten, immer gut beraten ließ.